# YOSAKOI東海道
YOSAKOI東海道（日语：よさこい東海道、或稱「夜來祭東海道」），是日本靜岡縣沼津市自1997年以來，每年秋季舉辦的遊行慶典活動。每屆慶典約有數十組團體、千餘位舞者，以及來自各地的民眾們共同參與，進行為期兩天的活動。

## 簡史
- 1997年（平成9年）以「沼津世界舞蹈節」為名首度舉辦。此後，它陸續被更名為「夜來祭沼津」以及「夜來祭東海道」，並延續到今。
- 2019年，因原主辦單位－沼津夜來祭執行委員會解散，祭典活動由當地舞蹈團代表組成的促進協會-夜來祭東海道促進協會接手。
- 2020年至2021年間，因新冠肺炎疫情而中斷活動舉辦。
- 2022年，因疫情稍為趨緩，以小規模形式，15組團體、600位舞者演出的形式舉辦[3]。並適逢沼津市建制99年，以「一百，只差一步」（百への、あと一歩）為主題口號，希望能夠使居民們重新燃起對於沼津當地的熱情。[4]
- 2023年，為慶祝沼津市建制100周年，活動以「集結百年、悠久歷史」（以百に集いし、悠久の歴史。）為主題，盛大舉辦了多舞台同時進行的活動。[5]

## 舉辦地點
依照每屆活動主題不同，祭典活動主要於沼津市市區內各處進行，包括狩野川演舞場、JR沼津站南側廣場、沼津港、沼津魚市場等地。

## 外部
- 官方網站 （页面存档备份，存于）
- 官方Facebook